# ほどよし
ほどよしは、超小型人工衛星シリーズである。超小型衛星戦略研究センター（INSTEC）と次世代宇宙システム技術研究組合（NESTRA）で構成される「超小型衛星センター」をトップに、各大学・企業、衛星利用コミュニティとで構成される「超小型衛星最先端プロジェクト」によって開発された。

## 概要
2010年に、内閣府の最先端研究開発支援プログラム（FIRST）に採択された「日本発の「ほどよし信頼性工学」を取り入れた超小型衛星による新しい宇宙開発・利用パラダイムの構築」に基づき、プロジェクトが発足。2010年4月から2014年3月までの研究期間に4機の超小型衛星が開発され、2019年1月までに全て打ち上げられた。

## ほどよし1号機（HODOYOSHI-1）
東京大学からの研究委託を受けたNESTRAが中心となり、株式会社アクセルスペースの協力のもと開発された。
2014年11月6日、ロシアのオレンブルク州ヤースヌイ宇宙基地からドニエプルにより、ASNAROの相乗りとして、東京工業大学と東京理科大学のTSUBAME、九州大学のQSAT-EOS、大同大学と名古屋大学のChubuSatと共に打ち上げられた。

## ほどよし2号機 (RISESAT)
東北大学を中心に、北海道大学、京都大学他関連機関と協力して開発された。当初2013年とされた打ち上げ予定から遅れていたが、2019年1月18日にJAXAの革新的衛星技術実証プログラム1号機に搭載され、イプシロンロケット4号機で内之浦宇宙空間観測所から打ち上げられた。この打ち上げでは、7つの部品・機器を積んだ小型実証衛星1号機と、3機の超小型衛星、4機のキューブサットが同時に打ち上げられている。

## ほどよし3号機 (HODOYOSHI-3)
東京大学と、その研究委託を受けたNESTRAによって開発された。2014年6月20日にヤースヌイ宇宙基地からドニエプルロケットでほどよし4号と共に打ち上げられた。

## ほどよし4号機 (HODOYOSHI-4)
東京大学と、その研究委託を受けたNESTRAによって開発された。2014年6月20日にヤースヌイ宇宙基地からドニエプルロケットでほどよし3号と共に打ち上げられた。3号機との共通バスを利用し、大きさは50×50×68cm、重さが64kgで口径15cmの反射望遠鏡を搭載する6mクラスの地上分解能を実現する。機器搭載スペースに公募採択された機器に2台のシングルボードコンピュータRaspberry Pi（ラズベリーパイ）とカメラモジュールが搭載された。NESTRAによって開発された民生品を活用したイオン液体リチウム二次電池の電力を使用するMIPS（Miniature Ion Propulsion System :小型イオン推進システム）というイオンエンジンを備える。

## ギャラリー
- ほどよし3号によって撮影された関東地方
- ほどよし3号によって撮影された地球
- ほどよし3号と4号のフレーム